# Mary Hopkin

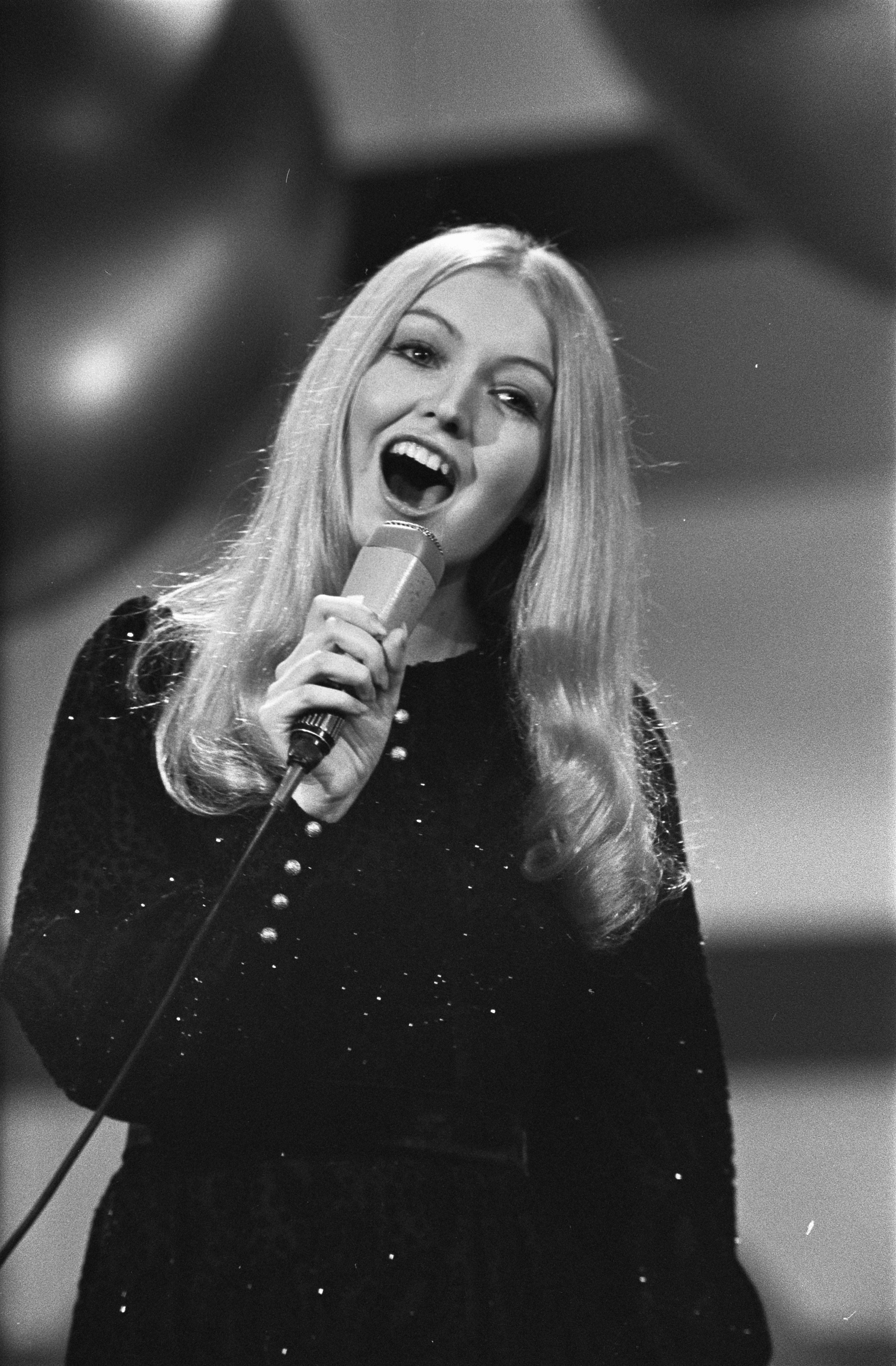
Mary Hopkin beim Eurovision Song Contest 1970

Mary Hopkin (* 3. Mai 1950 in Pontardawe, Glamorgan, Wales) ist eine britische Sängerin. Ihre größten Erfolge waren zunächst 1968 der Titel Those Were the Days, dann die Lieder Goodbye und Knock, Knock Who’s There.

## Leben
Ihre musikalische Karriere startete die walisische Sängerin bereits während der Schule als Folksängerin der Folk-Band Selby Set and Mary. Dabei sang sie auch in walisischer Sprache. Mit 17 Jahren wurde sie während der TV-Sendung Opportunity Knocks, einer Talentshow, von dem Model Twiggy gesehen, das Paul McCartney bei einem Essen bei ihm auf die Sängerin aufmerksam machte. McCartney war begeistert von ihrer Stimme. Wenig später wurde Mary Hopkin vom Musiklabel Apple Records unter Vertrag genommen. 1968 gelang ihr der internationale Durchbruch mit Those Were the Days, dem ersten Song, den McCartney mit ihr für das Plattenlabel der Beatles produzierte und aufnahm. 1969 hatte sie einen Hit mit dem Lied Goodbye, das Paul McCartney schrieb (Beim in den Londoner Abbey Road Studios aufgenommenen Album Postcard von 1969 hatte McCartney ebenfalls mitgewirkt). Auch die Single Temma Harbour wurde ein großer Erfolg. Mit Knock Knock Who’s There holte Mary Hopkin am 21. März 1970 für Großbritannien beim Eurovision Song Contest den zweiten Platz. Einen großen Erfolg konnte Mary Hopkin auch 1976 mit der Single Tell Me Now landen.
Im Jahr 1971 heiratete Hopkin den US-amerikanischen Musikproduzenten Tony Visconti (unter anderem Produzent von David Bowie), mit dem sie zuvor schon zusammengearbeitet hat; die Ehe dauerte bis 1981. Im Mai 1972 trat sie in der Royal Festival Hall in London im Vorprogramm von Ralph McTell auf. Ende 1972 brachte sie die Single Mary Had a Baby heraus. Sie arbeitete für verschiedene Bands (z. B. Thin Lizzy, Steeleye Span) als Backgroundsängerin. Nach verschiedenen Fernsehauftritten zwischen 1973 und 1977 wirkte sie am ersten britischen Folk-Rock-Konzept-Album The King of Elflands Daughter mit, unter anderem mit Alexis Korner, Chris Farlowe und Christopher Lee. 1976 kam ihre zweite Tochter Jessica zur Welt.
Die frühen 1980er Jahre wurden Mary Hopkins meistbeschäftigte Zeit. Nach dem Scheitern ihrer Ehe wirkte sie am Weihnachts-Musical Rock Nativity im Hexagon Theatre in Reading mit, wo sie den Part der Jungfrau Maria sang. In dieser Zeit traf sie den Plattenproduzenten Mike Hurst und gründete mit ihm und dem E.L.O.-Musiker Mike de Albuquerque die Gruppe Sundance. Die Gruppe veröffentlichte nur eine Single mit dem Titel What’s love … auf dem Plattenlabel Bronze. Sie war jedoch so erfolgreich, dass die Band Dr. Hook sie mit auf eine Großbritannien-Tournee nahm.
Im Jahr 1984 wirkte sie an einem neuen Projekt, einer Gruppe namens Oasis mit (nicht zu verwechseln mit der Rock-Gruppe Oasis). Die Gruppe bestand aus Julian Lloyd-Webber, Peter Skellern, Mitch Dalton, Bill Lovelady und Mary Hopkin. Nach vielversprechendem Beginn zerbrach die Gruppe jedoch, als Lloyd-Webber wegen eines Soloprojektes ausstieg und Mary Hopkin während einer Tournee in Cardiff erkrankte und die Auftritte trotz tausender bereits verkaufter Karten abgesagt werden mussten.
1988 tat sich Mary Hopkin mit weiteren walisischen Künstlern zusammen und sang unter der Regie von George Martin den Part der Rosie Probert im Musical Under Milk Wood von Dylan Thomas. Weitere Mitwirkende waren u. a. Anthony Hopkins, Jonathan Pryce, Bonnie Tyler, Tom Jones und Harry Secombe. Das Musical wurde in gleicher Besetzung 1992 auch im Beisein von Prinz Charles aufgeführt. Ende 1989 brachte sie ihr erstes Album seit 1971 heraus. Das Album hieß Spirit und erschien beim Trax-Label. 1990 trat sie bei einer Wohltätigkeitsshow mit den Deep-Purple-Musikern Jon Lord und Ian Paice auf, ebenso wirkten der Beatle George Harrison und seine Frau Olivia mit. Die CD Back to Bach, die 1992 erschien, enthielt eigene Texte von Mary Hopkin. In den frühen 1980er Jahren arbeitete sie unter anderem mit Vangelis, mit dem sie auch ein Stück für den Film Blade Runner aufnahm.

## Diskografie

### Alben
- Y Caneuon Cynnar/The Early Recordings (aufgenommen 1967, veröffentlicht als CD 1996)
- Postcard (1969)
- Earth Song/Ocean Song (1971)
- Live at the Royal Festival Hall 1972 (2005)
- Those Were the Days (Singles-Zusammenstellung, 1995)
- Spirit (1989)
- Valentine (aufgenommen 1972–1980, veröffentlicht 2007)
- Recollections (aufgenommen 1972–1980, veröffentlicht 2008)
- Christmas Songs (aufgenommen 1972, veröffentlicht 2008)
- Now and Then (aufgenommen 1972–1980, veröffentlicht 2009)
- You Look Familiar (mit Morgan Visconti, 2010)
- Painting By Numbers (2013)
- Another Road (2020)
- Pieces (2022)
- Two Hearts (mit Jessica Lee Morgan, 2023)

### Singles (Auswahl)
- 1968: Those Were the Days
- 1968: Sparrow
- 1969: Goodbye
- 1970: Knock Knock Who’s There
- 1971: Jefferson
- 1971: Kew Gardens
- 1971: Streets of London
- 1971: Silver Birch and Weeping Willow
- 1972: Summertime, Summertime (als Mitglied von Hobby Horse)
- 2006: Snowed Under

Als Gastsängerin wirkte sie mit auf Alben von Vangelis, Brian Willoughby, RAM Pietsch, Bob Johnson & Pete Knight, Tony Visconti, Strawbs, Crocketts, Ralph McTell, Jon & Vangelis, Thin Lizzy, David Bowie, Osibisa, Sparks, Bert Jansch und Dolly Parton.